# Anyphaena

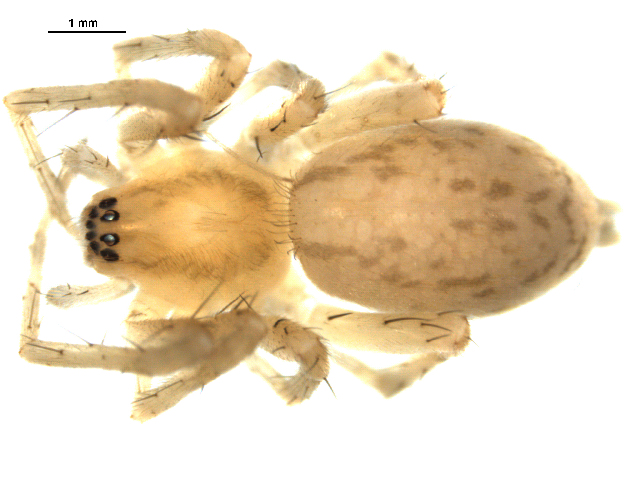
Anyphaena pectorosa

Motacz (Anyphaena) – rodzaj pająków z rodziny motaczowatych.
Rodzaj ten wprowadzony został w 1833 roku przez Carla Jakoba Sundevalla.
Pająki te mają prawie owalny w zarysie karapaks o niewyniesionej części głowowej. Wierzchem karapaksu biegnie zwykle para ciemnych, podłużnych pasów, zlokalizowanych między linią środkową a brzegami bocznymi. W widoku od przodu obie pary przednich oczu leżą w linii prostej, zaś para tylno-boczna leży niżej niż tylno-środkowa. Tylko oczy przednio-środkowe są ciemne; pozostałe pary mają jasne ubarwienie. Wysokość nadustka jest około półtorakrotnie większa niż średnica oczu przednio-środkowych. Szczękoczułki nie wystają do przodu i każdy ma od 4 do 9 ząbków na tylnej krawędzi oraz 3 ząbki na przedniej. Opistosomę (odwłok) cechują: lokalizacja przetchlinki mniej więcej w połowie odległości między bruzdą epigastryczną a kądziołkami przędnymi oraz stożeczek zastąpiony 6–8 krótkimi włoskami. Odnóża pierwszej pary nie są nabrzmiałe, a czwartej pary mają wcięte krętarze. Ubarwienie ud nie jest znacznie ciemniejsze niż pozostałych członów nóg. U samca nadstopia pierwszej i drugiej pary mają po jednym kolcu na stronie spodniej. Przy pazurkach występują kępki blaszkowatych włosków.
Przedstawiciele rodzaju występują w Europie, palearktycznej Azji, Indiach oraz w Ameryce: od Kanady na północy po Panamę na południu, z pojedynczym gatunkiem znanym z Peru. W Polsce występuje tylko motacz nadrzewny.
Dotychczas opisano około 80 gatunków:

- Anyphaena accentuata (Walckenaer, 1802) – motacz nadrzewny
- Anyphaena alachua Platnick, 1974
- Anyphaena alamos Platnick & Lau, 1975
- Anyphaena alboirrorata Simon, 1878
- Anyphaena andina Chamberlin, 1916
- Anyphaena aperta (Banks, 1921)
- Anyphaena arbida Platnick, 1974
- Anyphaena autumna Platnick, 1974
- Anyphaena ayshides Yaginuma, 1958
- Anyphaena banksi Strand, 1906
- Anyphaena bermudensis Sierwald, 1988
- Anyphaena bispinosa Bryant, 1940
- Anyphaena bivalva Zhang & Song, 2004
- Anyphaena bromelicola Platnick, 1977
- Anyphaena bryantae Roewer, 1951
- Anyphaena californica (Banks, 1904)
- Anyphaena catalina Platnick, 1974
- Anyphaena celer (Hentz, 1847)
- Anyphaena cielo Platnick & Lau, 1975
- Anyphaena cochise Platnick, 1974
- Anyphaena cortes Platnick & Lau, 1975
- Anyphaena crebrispina Chamberlin, 1919
- Anyphaena cumbre Platnick & Lau, 1975
- Anyphaena darlingtoni Bryant, 1940
- Anyphaena decora Bryant, 1942
- Anyphaena diversa Bryant, 1936
- Anyphaena dixiana (Chamberlin & Woodbury, 1929)
- Anyphaena dominicana Roewer, 1951
- Anyphaena encino Platnick & Lau, 1975
- Anyphaena felipe Platnick & Lau, 1975
- Anyphaena fraterna (Banks, 1896)
- Anyphaena furcatella Banks, 1914
- Anyphaena furva Miller, 1967
- Anyphaena gertschi Platnick, 1974
- Anyphaena gibba O. P.-Cambridge, 1896
- Anyphaena gibboides Platnick, 1974
- Anyphaena gibbosa O. P.-Cambridge, 1896
- Anyphaena hespar Platnick, 1974
- Anyphaena inferens Chamberlin, 1925
- Anyphaena judicata O. P.-Cambridge, 1896
- Anyphaena kurilensis Peelle & Saito, 1932
- Anyphaena lacka Platnick, 1974
- Anyphaena leechi Platnick, 1977
- Anyphaena maculata (Banks, 1896)
- Anyphaena marginalis (Banks, 1901)
- Anyphaena modesta Bryant, 1948
- Anyphaena mogan Song & Chen, 1987
- Anyphaena mollicoma Keyserling, 1879
- Anyphaena morelia Platnick & Lau, 1975
- Anyphaena nexuosa Chickering, 1940
- Anyphaena numida Simon, 1897
- Anyphaena obregon Platnick & Lau, 1975
- Anyphaena otinapa Platnick & Lau, 1975
- Anyphaena pacifica (Banks, 1896)
- Anyphaena pectorosa L. Koch, 1866
- Anyphaena plana F. O. P.-Cambridge, 1900
- Anyphaena pontica Weiss, 1988
- Anyphaena pretiosa Banks, 1914
- Anyphaena proba O. P.-Cambridge, 1896
- Anyphaena pugil Karsch, 1879
- Anyphaena pusilla Bryant, 1948
- Anyphaena quadricornuta Kraus, 1955
- Anyphaena rita Platnick, 1974
- Anyphaena sabina L. Koch, 1866
- Anyphaena salto Platnick & Lau, 1975
- Anyphaena scopulata F. O. P.-Cambridge, 1900
- Anyphaena simoni Becker, 1878
- Anyphaena simplex O. P.-Cambridge, 1894
- Anyphaena soricina Simon, 1889
- Anyphaena subgibba O. P.-Cambridge, 1896
- Anyphaena syriaca Kulczynski, 1911
- Anyphaena tancitaro Platnick & Lau, 1975
- Anyphaena tehuacan Platnick & Lau, 1975
- Anyphaena trifida F. O. P.-Cambridge, 1900
- Anyphaena tuberosa F. O. P.-Cambridge, 1900
- Anyphaena wanlessi Platnick & Lau, 1975
- Anyphaena wuyi Zhang, Zhu & Song, 2005
- Anyphaena xiushanensis Song & Zhu, 1991
- Anyphaena xochimilco Platnick & Lau, 1975